# 수생생태계
수생생태계(Aquatic ecosystem)는 육지 기반의 육상 생태계와 달리 수역 안팎에서 발견되는 생태계이다. 수생생태계에는 서로 그리고 환경에 의존하는 생물, 즉 수생 생물의 공동체가 포함되어 있다. 수생 생태계의 두 가지 주요 유형은 해양 생태계와 담수 생태계이다. 담수 생태계는 융기성(수영장, 연못, 호수를 포함하여 느리게 흐르는 물), 로틱(더 빠르게 흐르는 물, 예를 들어 하천 및 강) 및 습지(토양이 적어도 일부 시간 동안 포화되거나 침수되는 지역)일 수 있다.

## 같이 보기
- 수생식물
- 수생생물학
- 수권
- 육수학
- 대양